# Teodoro Sampaio (ort)
Teodoro Sampaio är en ort i Brasilien.   Den ligger i kommunen Teodoro Sampaio och delstaten São Paulo, i den södra delen av landet, 900 km sydväst om huvudstaden Brasília. Teodoro Sampaio ligger 342 meter över havet och antalet invånare är 15 193.
Terrängen runt Teodoro Sampaio är platt. Det finns inga andra samhällen i närheten.
Trakten runt Teodoro Sampaio består i huvudsak av gräsmarker. Runt Teodoro Sampaio är det glesbefolkat, med 14 invånare per kvadratkilometer.